# چهره (فیلم ۲۰۲۱)
چهره (به انگلیسی: Chehre) فیلمی محصول سال ۲۰۲۱ و به کارگردانی رومی جعفری است. در این فیلم بازیگرانی همچون آمیتاب باچان، عمران هاشمی، کریستال دی‌سوزا، ریا چاکرابورتی، آنو کاپور، دریتیمان چاترجی و راغوبیر یاداو ایفای نقش کرده‌اند.